# Castell de Dunstaffnage
El castell de Dunstaffnage (en anglès: Dunstaffnage Castle) és un castell parcialment en ruïnes, situat a Argyll i Bute, a l'oest d'Escòcia. A 4,8 km al nord-oest d'Oban, està situat en una plataforma de roca conglomerada, en un promontori al sud-oest de l'entrada al llac Etive, vorejat en tres dels seus costats pel mar. El seu nom deriva de dues veus: dün, que significa «fortificació» en gaèlic, i stafr-nis, que significa «cap de l'estat» en nòrdic.
El castell, que data del segle xiii, és un dels construïts en pedra més antics d'Escòcia, en un grup que inclou el castell de Sween i el castell de Tioram. Estant en una ubicació estratègica, va ser construït pels senyors MacDougall de Lorn, i ha estat mantingut des del segle xv pel Clan Campbell. Fins al dia d'avui, hi ha un capità hereditari de Dunstaffnage, encara que ja no resideix al castell. Dunstaffnage és gestionat per Historic Scotland i es troba obert al públic, encara que la casa del guarda del segle xvi es conserva com a propietat privada del capità.

## Història

### Abans de Dunstaffnage
Abans de la construcció del castell, Dunstaffnage pot haver estat la ubicació d'una fortalesa Dalriada, coneguda com a Dun Monaidh, durant el segle vii. John Monipennie va registrar l'any 1612 que la Pedra de la Destinació va ser guardada aquí després de ser portada d'Irlanda i moguda al palau de Scone l'any 843. No obstant això, Iona i Dunadd són considerades com més probables a causa de les seves conegudes connexions amb els reis Dalriada.

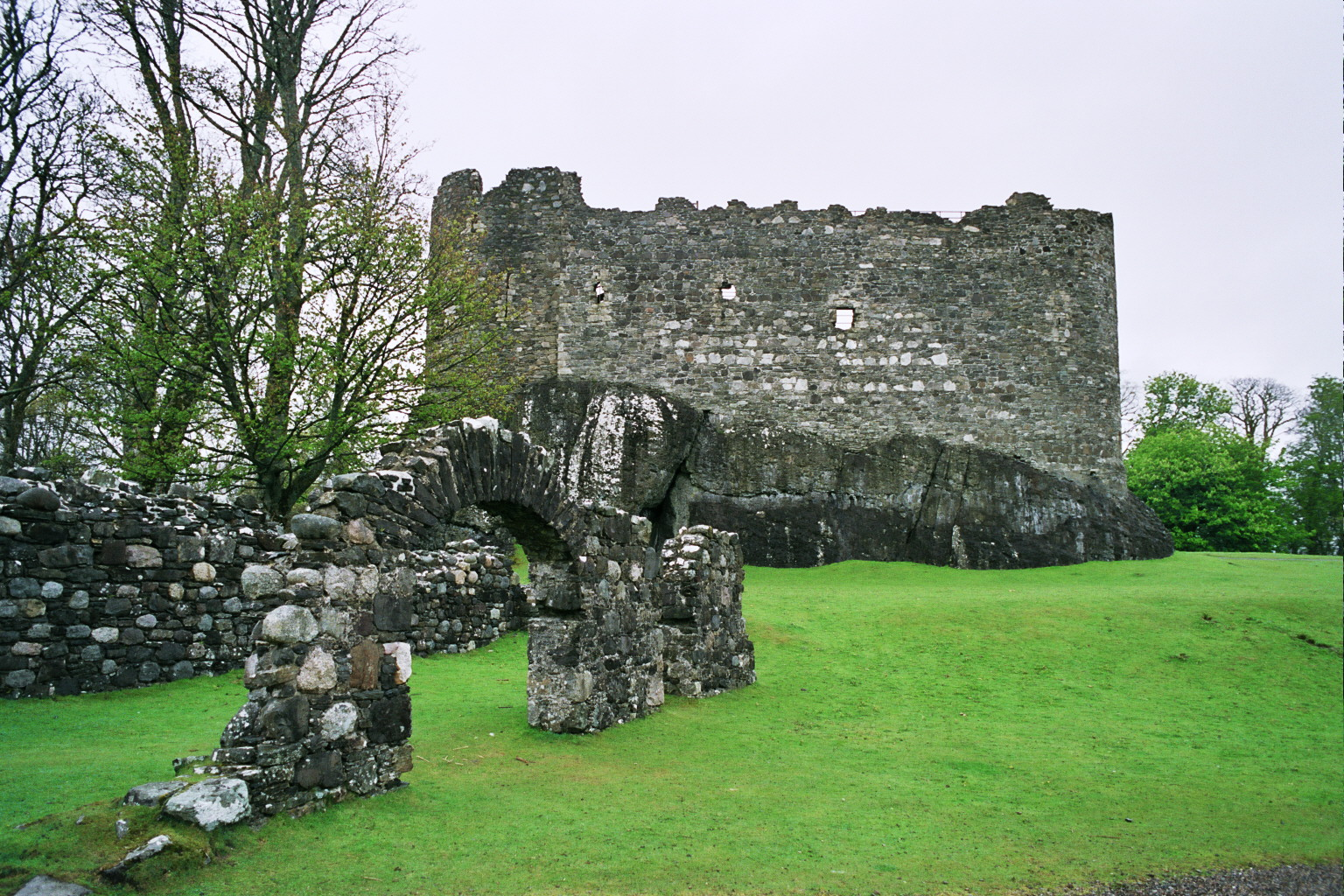
La façana sud del Castell de Dunstaffnage.

### Els MacDougall
El castell en si mateix va ser construït durant el segon quart del segle xii, com a llar de Duncan MacDougall, senyor de Lorn i net de Somerled. Duncan va ser atacat sense èxit pel seu germà noruec, Uspak, qui després moriria en un atac de les forces nòrdiques al castell de Rothesay en els anys 1230. També va viatjar a Roma el 1237, i fou el fundador del proper Priorat d'Ardchattan. El fill de Duncan, Ewen MacDougall, va heretar el títol del seu pare en els anys 1240 i va expandir la influència MacDougall, anomenant-se a si mateix «rei de les Illes». És probable que Ewen fes construir les tres torres que envolten al castell i el saló intern, també ampliant aquest últim.
Després del rebuig d'Alexandre III a la influència nòrdica a Argyll, els MacDougall van recolzar a la monarquia escocesa, i Alexandre, el fill d'Ewen, va ser nomenat com a primer xèrif d'Argyll l'any 1293. No obstant això, ells van recolzar a Balliol durant les Guerres d'independència d'Escòcia que van finalitzar uns anys després. L'enemic de Balliol, Robert Bruce, va defensar al clan MacDougall a la batalla del Pas de Brander de l'any 1308 o 1309, i després d'un breu setge, va prendre el control del castell de Dunstaffnage.

### Fortalesa reial
Ara propietat de la Corona, Dunstaffnage va ser controlat per una sèrie de guardians. Jaume I va prendre el castell l'any 1431, durant la batalla d'Inverlochy, quan els seus enemics estaven amagats dins. L'any 1455 Jacob Douglas, novè comte de Douglas es va quedar a Dunstaffnage per tractar amb John MacDonald, Senyor de les Illes. A això li va seguir l'atac de Jaume II al poder de Douglas, la qual cosa va induir a la signatura del tractat de Westminster-Ardtornish. Un guardià, posterior rival d'Alan MacDougall, Juan Stewart de Lorn, va ser apunyalat pels seus partidaris de camí cap a les seves noces a la capella de Dunstaffnage a l'any 1463, encara que va sobreviure prou per fer els seus vots. Encara que MacDougall va prendre el castell, va ser desallotjat per Jaume III, qui va atorgar Dunstaffnage a Colin Campbell, primer comte d'Argyll a l'any 1470.

### Clan Campbell
Els comtes d'Argyll van designar capitans per supervisar i mantenir preparat el castell de Dunstaffnage. Es van fer canvis en les estructures, particularment a la casa del guarda, que va ser reconstruïda durant aquest temps. Els Campbell van ser aliats lleials de la casa real, i Dunstaffnage va ser usat com a base d'expedicions del govern contra, entre d'altres, els senyors de les Illes MacDonald, durant els segles XV i XVI. Jaume IV va visitar Dunstaffnage en dues ocasions.
Dunstaffnage va veure acció durant la Guerra Civil, participant contra l'exèrcit de Montrose l'any 1644. El castell va ser incendiat per tropes reials, després del fracàs de l'aixecament del novè comte d'Argyll l'any 1685, contra el catòlic Jaume VII. Durant els aixecaments jacobites de 1715 i 1745, el castell va estar ocupat per tropes del govern. Flora MacDonald, qui va ajudar el príncep Carles a escapar d'Escòcia, va ser empresonada aquí breument mentre estava de pas cap a la seva presó a Londres.

### Deterioració i restauració
Els Campbell van construir una nova casa sobre la part antiga de l'oest a l'any 1725. No obstant això, la resta del castell ja estava en ruïnes. L'any 1810 un incendi accidental va destruir l'interior del castell. Això va provocar que els capitans deixessin de viure aquí i es traslladessin a la Casa de Dunstaffnage, a uns 2 km al sud-est, fins que aquesta també es va incendiar l'any 1940. Un inquilí va viure a la casa de 1725, dins del castell, fins a l'any 1888.
El treball de restauració va ser realitzat el 1903 pel duc d'Argyll, amo del castell. Aquest va ser continuat l'any 1912 per un procés judicial, quan el Tribunal de Sessió va descartar que Angus Campbell, el vintè capità hereditari, tingués dret de residència malgrat la propietat del duc d'Argyll sobre el castell. Els treballs van ser retardats per la Primera Guerra Mundial i la planejada restauració total mai es va completar. L'any 1958 el 21è capità i duc va acordar cedir el castell a l'estat. Des de llavors roman com a propietat de Historic Scotland. El castell i la capella estan categoritzats com a edificis i monuments classificats del Regne Unit.

## Descripció

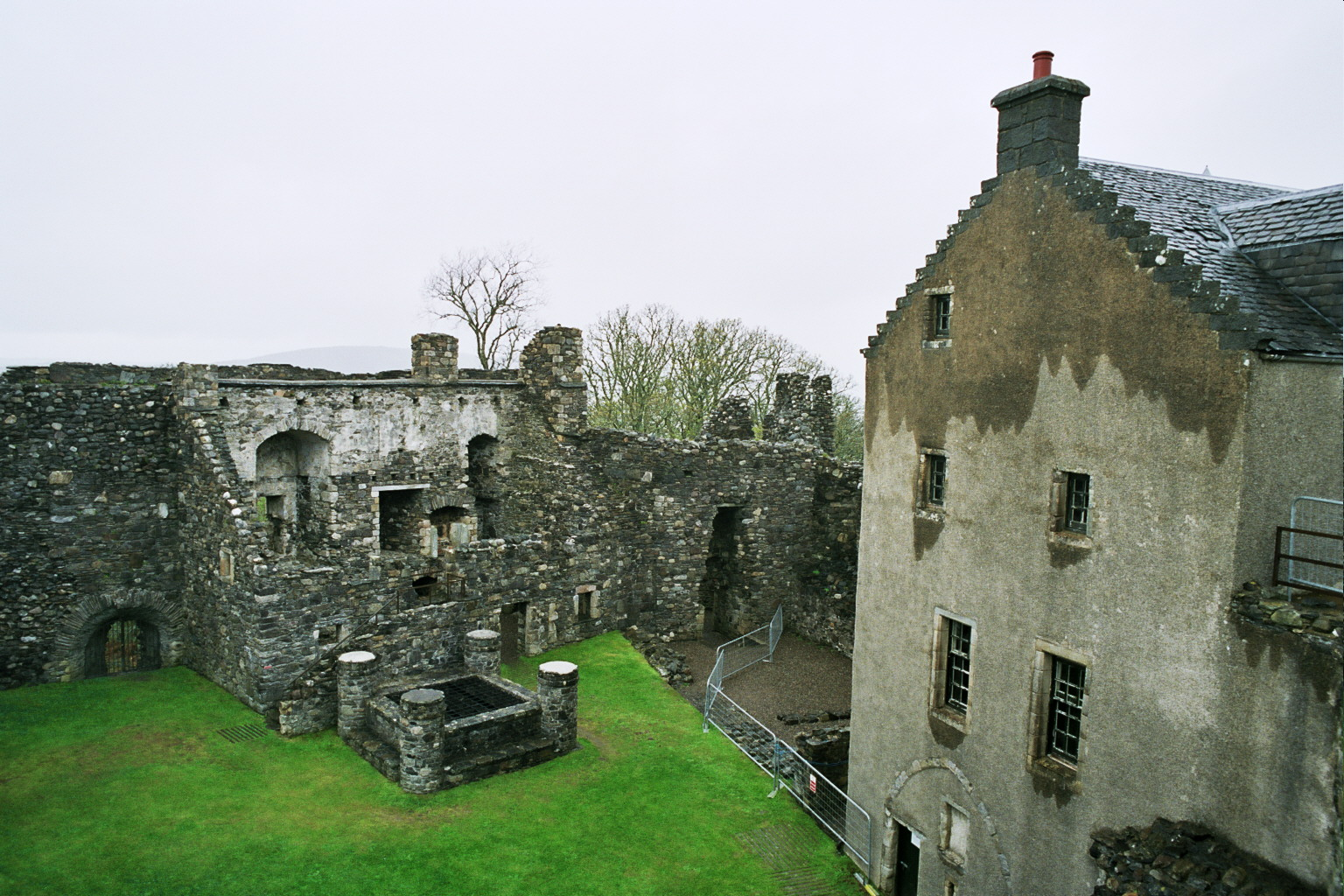
El costat nord-occidental del 1725, amb la casa del guarda a la dreta, vist des del parapet.

### Parets
Dunstaffnage és una estructura quadrangular irregular de gran solidesa, amb torres circulars en tres dels seus angles. Mesuren aproximadament 35 per 30 m, i tenen una circumferència de prop de 120 m (400 peus). Les parets són d'enderroc, amb capes de gres, i tenen 18 m (60 peus) d'alt, incloent-hi la plataforma de fonaments conglomerats. Les parets tenen més de 3 m (10 peus) de grossor, proporcionant una gran defensa per a aquesta ubicació altament estratègica, protegint l'entrada al llac Etive i més enllà al Pas de Brander, i actualment dominant una vista esplèndida. El parapet ha estat parcialment restaurat amb noves rajoles de pedra. Un canó de llautó recuperat de restes d'atuells de l'Armada Espanyola va ser muntat a les parets.

### Torres circulars
Poc després de la construcció de les seves parets, tres torres circulars van ser construïdes al nord, est i oest del castell. La torre del nord, o Torre de l'homenatge, la major, comprèn originalment tres o quatre pisos i va allotjar probablement als apartaments privats dels senyors. Només es pot ingressar a la torre de l'oest a través del parapet. El soterrani conté una presó en forma de fossat a la qual s'accedia a través d'aquesta torre. La torre de l'est va ser reconstruïda gairebé de forma completa a la fi del segle xv com a casa del guarda. Probablement cada torre hagi estat coberta alguna vegada per una teulada cònica.

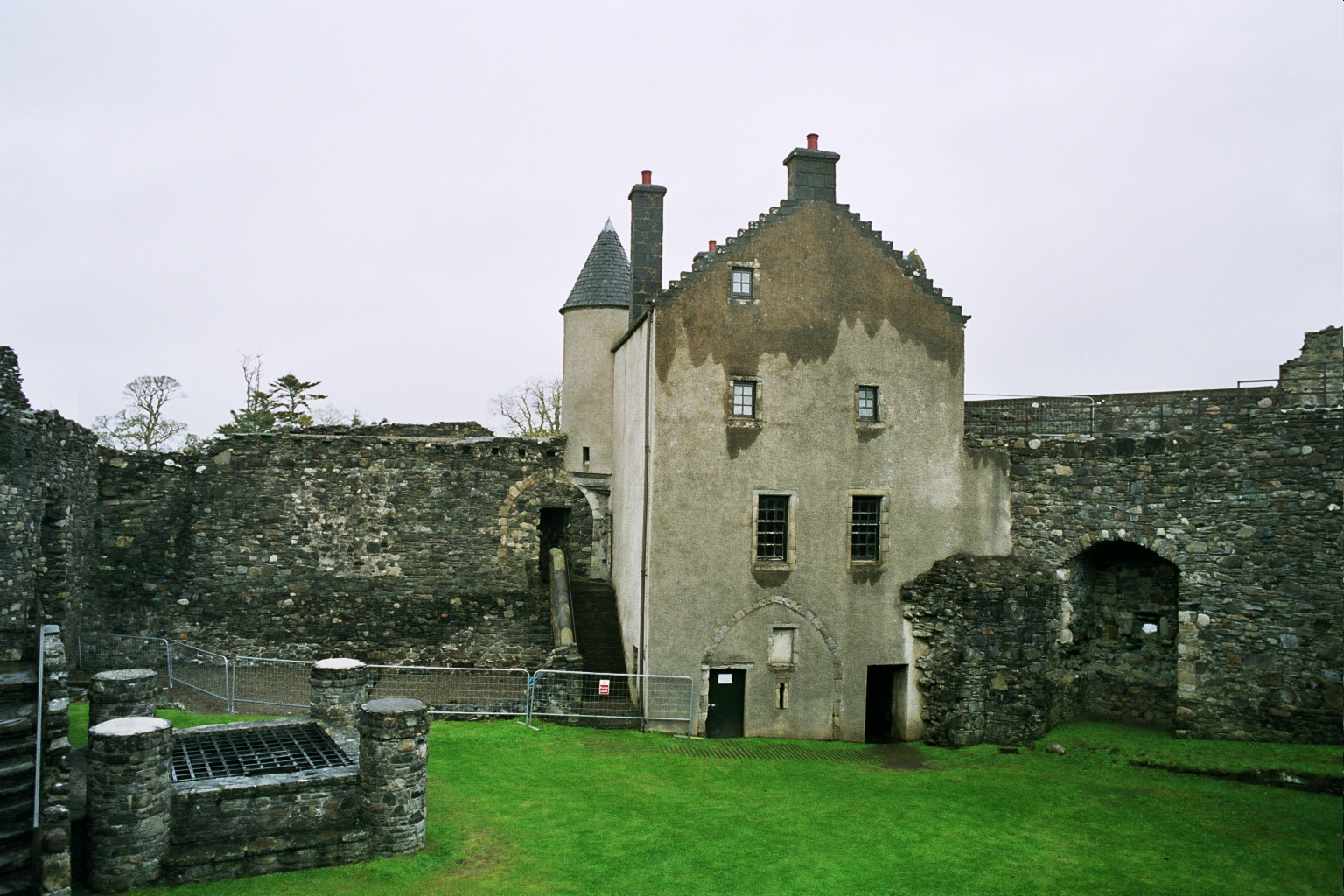
La casa del guarda, amb les restes del saló del nord-est en el seu costat esquerre.

### La casa del guarda
La casa del guarda va ser construïda pels Campbell a la fi del segle xv, en reemplaçament d'una antiga torre circular a la cantonada oriental. La seva entrada dona a un passadís a la primera meitat del qual hi ha un soterrani, i en l'altra estan les habitacions del guarda. El primer accés a l'entrada és per una escala de pedra que reemplaça a un pont llevadís. La torre va ser remodelada al segle xviii per proveir habitacions de recepció i un dormitori privat. Les finestres a la part més alta estan tapades pels fonaments de la casa de 1725 (vegeu a baix), i porten la data, les armes de Campbell i les inicials AEC i DLC, per Aeneas Campbell, onzè capità, i la seva esposa Dame Lilias. Els fonaments van ser moguts durant els treballs de restauració de 1903.

### Costats interns
El costat oriental estava situat entre les torres del nord i de l'est. Aquest va ser el costat principal de les construccions, i contenia un gran saló amb cellers. El saló tenia dobles finestres d'arc ogival, decorades amb dissenys tallats, que després van ser obstruïdes; els seus contorns poden ser observats a la muralla circumdant de l'est.
Un segon costat es mantenia al llarg de la paret nord-occidental, i pot haver estat connectat al saló per la torre de l'homenatge. L'any 1725 el costat va ser remodelat en una casa de dos pisos, a la qual s'ingressava per una escala de pedra, i en la part de la qual més alta hi havia finestres que ara formen part de la casa del guarda. El pou de davant procedeix de la primera construcció, encara que la pedra gran data del segle xix.

## Capella de Dunstaffnage

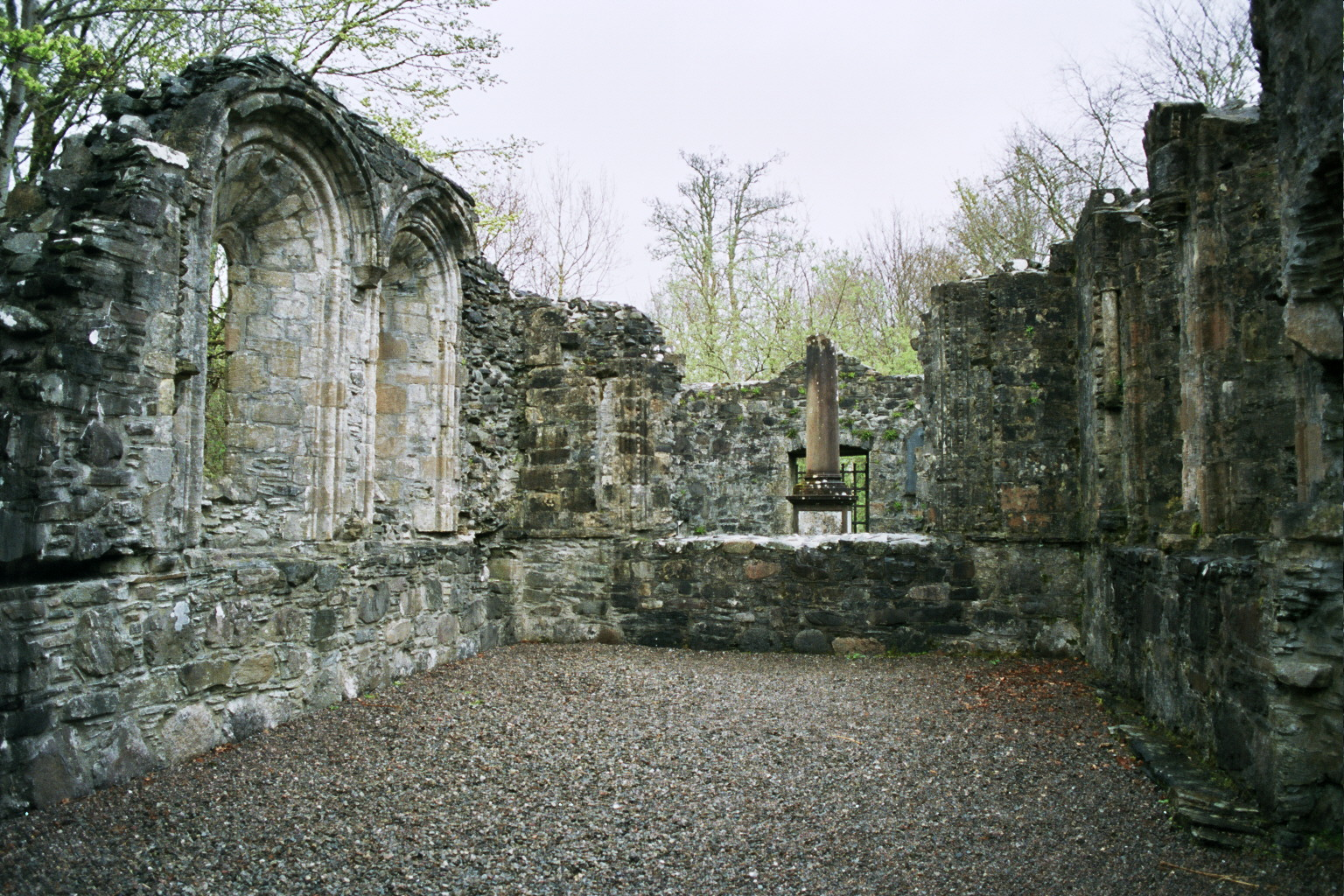
Final del costat oriental de la Capella Dunstaffnage, mostrant les finestres ogivals i més enllà el mausoleu dels Campbell.

Una capella del segle xiii jeu en ruïnes a prop de 150 m al sud-est del castell. També va ser construïda per Duncan MacDougall de Lorn com una capella privada i conté maçoneria detallada de gran qualitat. Té 20 m de llarg per 6 m d'ample, i tenia antigament una teulada de fusta. Les finestres ogivals tenen escultures de dents de gos i arcs ben oberts internament. La capella ja estava en ruïnes l'any 1740, quan un mausoleu va ser construït al final del seu costat oriental amb la finalitat de ser utilitzat com a lloc d'últim descans per als capitans de Dunstaffnage i les seves famílies.

## Capità de Dunstaffnage
Tradicionalment, un oficial anomenat capità hereditari de Dunstaffnage és el responsable del castell i la seva defensa. L'ofici encara existeix i per retenir el títol, ara més aviat una sinecura sense significat militar, el titular ha de passar tres nits per any al castell. Actualment, cap altra responsabilitat o privilegi s'adhereixen al lloc.
Es comenta que un fantasma, conegut com «Ell-maid de Dunstaffnage», apareix al castell. Sent un tipus de gruagach, es diu que les aparicions del fantasma estan associades amb esdeveniments en les vides dels hereus.